# Партия роста
Всеросси́йская полити́ческая па́ртия «Па́ртия ро́ста» — российская либерально-консервативная политическая партия существовавшая в 2016—2024 годах. 19 апреля 2024 года провела слияние с партией «Новые люди».
Партия создана в феврале — марте 2016 года на базе партии «Правое дело» Уполномоченным при Президенте России по защите прав предпринимателей Борисом Титовым.

## История

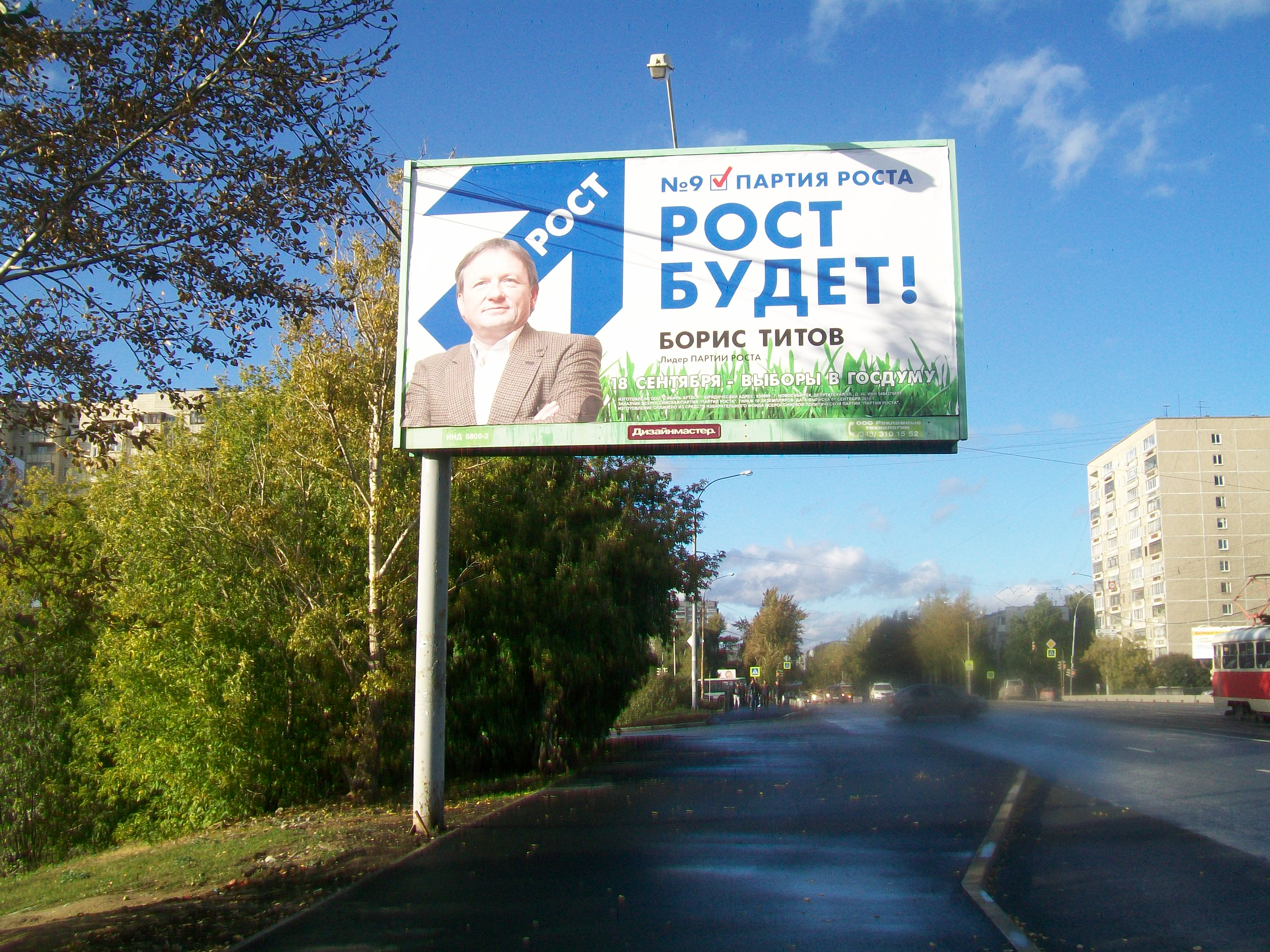
Агитационный щит Партии роста в Екатеринбурге перед выборами в Государственную думу

В январе 2016 года Борис Титов, на тот момент бывший и возглавлявший промышленный комитет «Общероссийского народного фронта», заявил о готовности на парламентских выборах осенью 2016 года возглавить список той партии, которая будет отстаивать интересы среднего и малого бизнеса, после чего провёл консультации с несколькими партиями: «Гражданская сила», «Гражданская платформа», «Зелёные», «Родина» и «Правое дело», остановив выбор на последней. Сама партия его интересовала как «инструмент» для участия в выборах без сбора подписей (этим правом тогда обладали 14 партий) благодаря наличию фракций «Правого дела» в парламентах Дагестана, Ингушетии, а также в городах Сызрани и Электрогорске, партия роста на выборы в Государственную Думу 7-го созыва, а также на областные выборы в Самарской и Московской областях — освобождена от сбора подписей.

Логотип «Партии роста» 2016—2020 годах

Против прихода Титова выступало около 25 региональных подразделений партии, оценивших это как её сдачу руководством «для рейдерского захвата». Среди новых делегатов на съезд оказывались бывшие и действующие члены «Единой России», «Деловой России» и Общероссийского народного фронта.
29 февраля 2016 года на VII съезде партии «Правое дело» председателем партии был избран Борис Титов, его поддержали 70 делегатов при отсутствии голосовавших против. О готовности войти в федеральный совет объявили управляющий партнер Management Development Group Дмитрий Потапенко, вице-президент Альфа-банка Владимир Сенин, интернет-омбудсмен и член генсовета «Деловой России» Дмитрий Мариничев, член Общественной палаты и общественный уполномоченный по защите прав малого и среднего бизнеса Виктор Ермаков, а также член президиума генсовета «Деловой России» Михаил Розенфельд.
Приход Титова ряд СМИ называл согласованным с администрацией президента. Сам Титов признался, что за проектом новой партии следят из администрации президента, первый заместитель руководителя администрации президента РФ Вячеслав Володин.
О готовности сотрудничать с партией объявила группа недавно вышедших из «Справедливой России» депутатов (Оксана Дмитриева, также возглавляющая «Партию профессионалов», её муж Иван Грачев, Андрей Крутов и Наталья Петухова) и два бывших депутата «Единой России» — Елена Николаева и Виктор Звагельский, бывший депутат Госдумы и лидер «Движения автомобилистов России» Виктор Похмелкин. При этом они не вступили в партию, намереваясь участвовать в выборах по партийным спискам. В дальнейшем Борис Титов и его заместитель Татьяна Марченко заявляли о вхождении в генеральный совет «Правого дела» предпринимателей (кроме названных ими Олега Дерипаски газета Ведомости упоминала бывшего акционера «Вимм-Билль-Данна» Давида Якобашвили, бывшего владельца «Связного» Максима Ноготкова, совладельца «Геотека» Николая Левицкого, президента «Ростик групп» Ростислава Ордовского-Танаевского Бланко и председателя совета директоров «Абрау-Дюрсо» Павла Титова). Позже ряд упомянутых лиц вместе с Дерипаской опроверг участие в политпроекте. По мнению Дмитриевой, они испугались прямого участия в политике в партии, программа которой является оппозиционной по отношению к «Единой России».
На съезде партии 26 марта её название было изменено на «Партия роста» из-за негативных ассоциаций с прежним названием, в качестве вариантов рассматривались также «Новая партия», партия «Развитие», «Деловая Россия», «Люди дела», «Наше дело».
В тот же день был создан специальный совет «Blue Sky Thinking» из общественных деятелей и экспертов, идейно близких ПР, но не желающих входить в руководящие органы партии и получать партбилет. В него вошли член СПЧ Ирина Хакамада, актёр Леонид Ярмольник и кинорежиссёр Павел Лунгин, а также приглашены публицист Георгий Бовт, председатель комитета по финансовым рынкам и кредитным организациям Торгово-промышленной палаты Яков Миркин, сопредседатель объединения менеджеров и предпринимателей «Клуб-2015» Николай Коварский, консультант московского представительства компании Renova Capital Advisers Ltd и московского представительства японской корпорации «Соджитц» Ян Мелкумов (часть из этих людей принимали участие в политических проектах Михаила Прохорова, одно время возглавлявшего «Правое дело»).
В мае 2016 года Партия роста договорилась с партией «Гражданская инициатива» о выдвижении единого списка кандидатов.
С 29 мая по 4 июня 2016 партия проводила предварительное голосование под названием «Трибуна роста» по отбору кандидатов в депутаты в Государственную Думу и региональные парламенты.
С 7 по 11 сентября 2016 в посёлке Абрау-Дюрсо Краснодарского края партия организовала молодёжный образовательный «Форум роста».
На Выборах 2016 партия провела троих представителей в депутаты Законодательного собрания Санкт-Петербурга, руководитель фракции Оксана Дмитриева.
На прошедшем в декабре 2016 года внеочередном съезде, переизбранный председатель Борис Титов назвал причиной провала на выборах нацеленность партии на слишком крупные и разные электоральные группы. В принятом манифесте Партия роста провозглашалась партией предпринимателей, в новое руководство не были включены политики из 1990-х годов (Надеждин, Нечаев, Станкевич, Хакамада). Дальнейшими целями были заявлены прохождение в парламент на выборах 2021 года и получение фракций в 20 регионах.
На прошедшем 4 июля 2017 года X съезде «Партии роста» были объявлены внутрипартийные праймериз на выдвижение кандидатом на пост Президента России. В праймериз приняли участие: председатель фракции «Партии роста» в Законодательном собрании Санкт-Петербурга Оксана Дмитриева, предприниматель Дмитрий Потапенко, интернет-омбудсмен Дмитрий Мариничев и ответственный секретарь «Партии роста», предприниматель Александр Хуруджи.
Итоги праймериз были подведены 26 ноября 2017 года на заседании ФПС «Партии роста» в Абрау-Дюрсо (Краснодарский край). В связи с тем, что ни один из кандидатов не набрал достаточной поддержки, было принято решение выдвинуть кандидатом в Президенты России от «Партии роста» председателя партии, уполномоченного при Президенте РФ по защите прав предпринимателей Бориса Титова.
21 декабря 2017 года партия официально выдвинула Бориса Титова кандидатом в Президенты России.
На муниципальных выборах 8 сентября 2019 года в Санкт-Петербурге «Партия роста» выдвинула 250 кандидатов, из которых были зарегистрированы избиркомами на выборах 240, а 42 человека были избраны муниципальными депутатами. Партия сотрудничала с командой Михаила Амосова и Штабом Навального. Удалось получить три четверти мандатов — 15 из 20 — в МО № 72 во Фрунзенском районе, а также абсолютное большинство в МО «Обуховский» и относительное — в МО № 54 (оба муниципалитета — Невский район Санкт-Петербурга).
На прошедшем 7 июля 2020 года на съезде «Партии роста» были переизбраны руководящие и контрольно-ревизионные органы партии, рассмотрены изменения и дополнения в Устав, а также утверждена изменённая партийная программа. Основным организационным изменением в партии стало учреждение института сопредседателей. Главная задача, которую партия ставит перед собой — войти в состав Государственной Думы в 2021 году.
На выборах губернаторов и глав регионов в сентябре 2020 года от «Партии роста» баллотируются 4 кандидата (республика Татарстан, Краснодарский и Камчатский края, Калужская область), все прошли муниципальный фильтр. Всего «Партию роста» в этом электоральном цикле представят полтысячи предпринимателей, которые баллотируются во все выборные органы власти Новосибирска, Калуги, Челябинска, Чебоксар, Новороссийска, Татарстана и др.
В Единый день голосования 2020 года партийный список преодолел 5-процентный барьер на выборах в Городскую думу Томска, набрав 5,32 % голосов, тем самым проведя по списку 1 кандидата. Также кандидат от партии избрался по одномандатному округу депутатом Казанской городской думы. В городской совет Нижнего Новгорода также по одномандатному округу избралась представитель партии Жанна Скворцова.
На Выборах в Государственную думу (2021) федеральный список партии возглавляла Ирина Миронова, получив 0,52 % (291 465) голосов, заняв предпоследнее место. Однако по 217-му одномандатному округу (Санкт-Петербург), от партии в Государственную думу избралась Оксана Дмитриева получив в своем округе 48 тысяч голосов.
На Выборах в Законодательное собрание Санкт-Петербурга (2021) не прошла в региональный парламент, получив 4,13 %.
19 апреля «Новые люди» и Партия роста объявили об объединении.

## Идеология
Партия роста позиционирует себя в качестве партии бизнеса. Главной целью лидер партии Борис Титов называл изменение экономики России, ради этого его партия собирается сотрудничать с действующей властью и поддерживающими её силами. Только после достижения экономического роста должна начаться демократизация общества. Критиковал руководство ЦБ РФ и работу экономического и финансового блока правительства Дмитрия Медведева (при этом введённую федеральными властями систему Платон он одновременно и критиковал, и защищал), при этом поддерживая внешнюю политику, в частности — аннексия Крыма в 2014 году.
В мае 2020 директор по исследованиям фонда ИСЭПИ Александр Пожалов высказался что не видит электоральных различий между партией «роста» и Новые люди, назвав их обе либеральными.
В 2021 году Московская газета высказалась что партия «Новые люди» и «Партия роста» имеют общий электорат и на парламентских выборах, обе партии будут конкурировать за общего избирателя. Советник губернатора Псковской области Антон Сергеев высказался в прямом эфире о возможном объединении «Партии роста» и «Новые люди».

## Руководство
- Титов, Борис Юрьевич — председатель партии (с 2016 года по настоящее время)

Сопредседатели партии
- Безуглова, Ксения Юрьевна — президент благотворительного фонда «Возможно всё».
- Дмитриева, Оксана Генриховна — депутат Госдумы (с 2021), в прошлом руководитель фракции в Законодательном собрании Санкт-Петербурга (с 2016 по 2021 годы).
- Коган, Евгений Борисович — профессор Высшей школы экономики, президент инвестиционной группы «Московские Партнёры».
- Любимов, Александр Михайлович — журналист, теле- и радиоведущий, продюсер, медиаменеджер, президент телекомпании «ВИD».
- Сачков, Илья Константинович — совладелец компании Group-IB, член экспертных комитетов Государственной думы РФ, МИД России, Совета Европы и ОБСЕ в области киберпреступности.
- Станкевич, Сергей Борисович — историк и политолог, эксперт Фонда Анатолия Собчака.
- Фоменко, Николай Владимирович — заслуженный артист России, радио- и телеведущий, спортивный комментатор, мастер спорта международного класса по автоспорту.
- Звагельский, Виктор Фридрихович — заместитель председателя по внешним связям и работе над законодательством.
- Шнуров, Сергей Владимирович — рок-музыкант, киноактер, телеведущий, общественный деятель, генеральный продюсер RTVI.

## Известные персоны
- Марченко, Татьяна Владимировна — заместитель председателя по внутренним вопросам и PR.
- Дмитриева, Оксана Генриховна — депутат Госдумы (с 2021), в прошлом руководитель фракции в ЗакС СПб (с 2016 по 2021 годы).
- Сольский, Олег Петрович — председатель московского областного отделения.
- Фоменко, Николай Владимирович — председатель Московского городского отделения.
- Мариничев, Дмитрий Николаевич — член Федерального политсовета.
- Мошкарёв, Олег Геннадьевич — член Федерального политсовета.
- Потапенко, Дмитрий Валерьевич — член Федерального политсовета.
- Ноготков, Максим Юрьевич — член Генсовета.
- Хакамада, Ирина Муцуовна — член Совета «Blue sky thinking».
- Ярмольник, Леонид Исаакович — член Совета «Blue sky thinking».
- Станкевич, Сергей Борисович — член Совета «Blue sky thinking».
- Бовт, Георгий Георгиевич — член Совета «Blue sky thinking».
- Миркин, Яков Моисеевич — член Совета «Blue sky thinking».
- Колосовский, Андрей Игоревич — член Совета «Blue sky thinking».
- Лунгин, Павел Семёнович — член Совета «Blue sky thinking».
- Сиднев, Виктор Владимирович.
- Шнуров, Сергей Владимирович[43].

## Доходы и расходы партии
От «Правого дела» партия унаследовала немного средств. В 2015 году доходы партии были незначительны — 89,3 тыс. руб.

## Социальный состав кандидатов от Партии роста
Среди кандидатов от «Партии роста», выдвинутых в Государственную думу в 2016 году, преобладали работники бизнеса — 55 % кандидатов от этой партии.

## Коалиционная деятельность

### Поддержка Единой России в Санкт-Петербурге
28 сентября 2016 года в Санкт-Петербурге депутаты от Партии роста — Оксана Дмитриева, Максим Резник, Сергей Трохманенко — на первом заседании Законодательного собрания города 6-го созыва проголосовали за назначение представителя фракции «Единая Россия» Вячеслава Макарова при выборах спикера Законодательного собрания. Поддержка депутатами кандидатов в председатели по итогам тайного голосования распределилась следующим образом: Михаил Амосов — 2 (2 депутата от «Яблока»), Ирина Иванова — 3 (3 депутата от КПРФ), Вячеслав Макаров — 45 (все остальные фракции: ЕР, ЛДПР, СР, Партия роста).
Ранее, перед теми же выборами, тем же составом партий (ЕР, ЛДПР, СР и Партия роста) было подписано соглашение «За честные и чистые выборы». От «Единой России» соглашение подписал спикер Заксобрания Вячеслав Макаров, от «Партии роста» Оксана Дмитриева.

## Участие в выборах
Партия постоянно участвует в региональных и местных выборах. Выборы 2016 в Госдуму оказались для неё неудачными — не было проведено ни одного кандидата.
На выборах более низкого уровня, определённые успехи были достигнуты: партия получила места региональных и муниципальных депутатов, мэров городов. В законодательном собрании Санкт-Петербурга была сформирована фракция из 3 человек.
| год  | Депутаты ГД | Депутаты региональных законодательных собраний | муниципальные депутаты                      | прочие                                   |
| ---- | ----------- | ---------------------------------------------- | ------------------------------------------- | ---------------------------------------- |
| 2016 |             | 3                                              | 16                                          |                                          |
| 2017 |             | 1                                              | 29 (в двух районах Дагестана — большинство) | мэр города Вихоревка (Иркутская область) |
| 2018 |             | 1                                              | 22                                          |                                          |
| 2019 |             | 2                                              | 106                                         |                                          |
| 2020 |             |                                                | 280                                         |                                          |
| 2021 | 1           | 0                                              | 12                                          |                                          |

## Критика

#### Политическая зависимость от Администрации Президента
Лидер партии Борис Титов, как уполномоченный по правам бизнеса, является штатным сотрудником администрации президента России, получает там зарплату. Данный факт вызывает опасения относительно возможного конфликта интересов при участии партии в выборах.

#### Иски с требованием снятия с выборов оппозиции в Псковской области
Партию роста критикуют за выполнение работы по снятию оппозиционных кандидатов с выборов в интересах Единой России. На выборах в Псковской области в 2018 году кандидаты от Партии роста подали иски о снятии с регистрации 5 кандидатов в главы районов, выдвинутых Псковским отделением партии «Яблоко». По мнению председателя Псковского Яблока Льва Шлосберга, технические кандидаты от «Партии роста», которые не вели кампании в регионах, взялись выполнить «грязную работу» по снятию кандидатов от Яблока с выборов в интересах кандидатов от «Единой России».
Ранее, в 2017 году, подобная ситуация также происходила в Псковской области, кандидатом от Партии роста был подан иск о снятии с выборов кандидата на пост главы Гдовского района от партии Яблоко. Однако, иск был отклонён, и кандидат от Яблока впоследствии выиграл выборы. В 2018 году все иски были удовлетворены и кандидаты от партии Яблоко были сняты с выборов.